# Famille Guinotte
Cette page explique l’histoire ou répertorie les différents membres de la famille Guinotte.
La famille Guinotte, est une famille belge, d’industriels, de financiers et de philanthropes.
À cette famille appartiennent :
- Lucien Guinotte, (1839-1911), industriel et philanthrope.
- Léon Guinotte, (1879-1950), industriel, banquier et philanthrope.
- Lucien Guinotte, (1925-1989), artiste peintre.

## Origine
Cette famille Guinotte descend de Henri Guinotte et de Marie Agnès Voroux, dont le fils Guillaume  
Joseph Guinotte naquit le 8 novembre 1780 à Glain.

## Lignages de Bruxelles
Les descendants de Lucien Guinotte (1897-1967) et d'Andrée van Dievoet, sont issus des Lignages de Bruxelles, (Sweerts et Sleeuws) il s'agit des familles: Guinotte, de Lovinfosse, van Egeren, Dawans, Cassart, van Vyve, van Duyse, Dyck.